# Kalima
Kalima este un oraș în  provincia Maniema, Republica Democrată Congo. În 2012 avea o populație de 48 337 de locuitori, iar în 2004 avea 41 776.